# Yasujirō Ozu
Yasujirō Ozu (小津安二郎, Ozu Yasujirō, Fukagawa, Tòquio, el 12 de desembre de 1903 - 12 de desembre de 1963) va ser un influent director de cinema japonés.

## Trajectòria
Sent estudiant Ozu es va establir en la prefectura de Mie, d'on era originari el seu pare i on, segons va dir, va descobrir el cinema al resultar molt impressionat per La creu de la humanitat (Civilization) de Thomas Harper Ince. Després d'acabar els estudis en l'escola d'Ujiyamada de la ciutat d'Ise (Mie), va treballar com a professor suplent durant un any en l'escola primària Iidaka abans de tornar a Tòquio, on el 1923, gràcies a una recomanació del seu oncle, va començar a treballar en els Estudis Shochiku de Kamata. Allí va començar com ajudant de fotografia, però després de tres anys es va fer ajudant de direcció de Tadamoto Okubo. El 1927 es va estrenar com a director d'un drama d'època (l'únic de la seua filmografia) Zange no yaiba ("L'espasa de la penitència").
Durant la Segona Guerra Mundial, va estar destinat a la Xina. Quan va acabar la contesa es trobava a Singapur, on va ser fet presoner. El 1947 va tornar a l'activitat amb el seu guionista Kogo Noda; altres col·laboradors regulars van ser el càmera Yuharu Atsuta i els actors Chishu Ryu i Setsuko Hara.
Com a director era reconcentrat i perfeccionista. Era vist com un dels directors "més japonesos", i com a tal el seu treball era rarament mostrat en l'estranger abans de la dècada dels seixanta. No va emprar el so fins a 1935 ("per què cercar el soroll quan regna el silenci?", deia, recorda A. Santos), ni tampoc el color fins a Higanbana, el 1958. El seu pla característic era el pres des de solament uns noranta centímetres sobre el sòl, açò és, el punt de vista d'una persona sobre un tatami. També va ser un ferm defensor de la càmera estàtica i les composicions meticuloses en què cap actor dominara l'escena.
Ozu va rebre una medalla del govern japonès el 1958, any en el qual també va guanyar el premi de l'Acadèmia de les Arts del Japó. El 1959 es va convertir en el primer representant del món del cinema a ingressar en aquesta acadèmia. El 1961 es va celebrar una retrospectiva de les pel·lícules d'Ozu en el Festival de Cinema de Berlín, on el director i la seua obra van rebre l'atenció mundial. Donald Richie va escriure, en 1974, la primera biografia d'Ozu en anglès. I el 1979 es va fer un ampli cicle en la Setmana Internacional de Cinema de Valladolid, que havia començat a conèixer-se en cinema-club i filmoteca.
Va rodar un total de 53 pel·lícules, 26 d'elles en els seus primers cinc anys com a director. I totes menys tres amb els estudis Sochiku. Va morir de càncer en el seixantè natalici, quan es trobava en el punt culminant de la fama. Va ser enterrat en el cementiri d'Engaku-ji, temple de la comunitat on va passar els seus últims anys, Kita Kamakura.
Després de la seua mort, la fama d'Ozu va arribar a cotes encara més altes i la seua obra segueix influint en directors tant del Japó com d'altres països, com ara Jim Jarmusch, Wim Wenders, Claire Denis Aki Kaurismäki i Hou Hsiao-Hsien.

## Filmografia com a director
Filmografia:

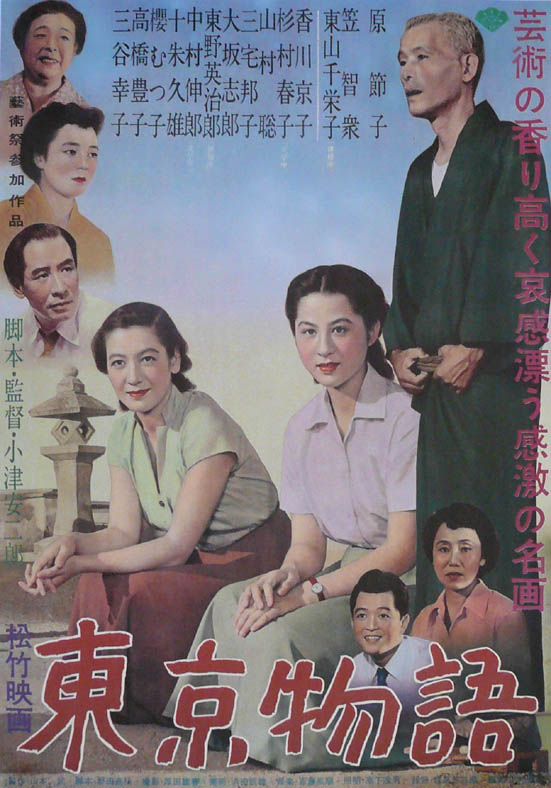
Cartell de la pel·lícula Contes de Tòquio de Yasujirō Ozu

- El gust del sake (Sanma no aji) (1962)
- La tardor de la família Kohayagawa (Kohayagawa-ke no aki) (1961)
- Tardor tardana (Akibiyori) (1960)
- Herbes flotants (Ukikusa) (1959)
- Bon dia (Ohayô) (1959)
- Flors d'equinocci (Higanbana) (1958)
- Crepuscle a Tòquio (Tôkyô boshoku) (1957)
- Primavera precoç (Sôshun) (1956)
- Contes de Tòquio (Tôkyô monogatari) (1953)
- El sabor del te verd amb arròs (Ochazuke no aji) (1952)
- Principis d'estiu (Bakushû) (1951)
- Les germanes Munekata (Munekata kyôdai) (1950)
- Primavera tardana (Banshun) (1949)
- Una gallina al vent (Kaze no naka no mendori) (1948)
- Història d'un veïnat (Nagaya shinshiroku) (1947)
- Hi havia un pare (Chichi ariki) (1942)
- Germans i germanes de la família Toda (Todake no kyodai) (1941)
- Què ha oblidat la senyora? (Shukujo wa nani o wasureta ka) (1937)
- Kagamijishi: La dansa del lleó (Kagamijishi) (1936)
- El fill únic (Hitori musuko) (1936)
- L'escola és un lloc agradable (Daigaku yoitoko) (1936)
- Un alberg a Tòquio (Tôkyô no yado) (1935)
- Una noia pura (Hakoiri musume) (1935)
- Història de les herbes flotants (Ukikusa monogatari) (1934)
- Una mare ha de ser estimada (Haha wo kowazuya) (1934)
- Fantasia passatgera (Dekigokoro) (1933)
- Una dona fora de la llei (Hijôsen no onna) (1933)
- Una dona de Tòquio (Tôkyô no onna) (1933)
- Fins a la nostra propera trobada (Mata au hi made) (1932)
- On són els somnis de joventut? (Seishun no yume imaizuko) (1932)
- Vaig néixer, però... (Otona no miru ehon - Umarete wa mita keredo) (1932)
- La primavera ve de les dones (Haru wa gofujin kara) (1932)
- El cor de Tòquio (Tôkyô no kôrasu) (1931)
- Les desgràcies de la bellesa (Bijin aishu) (1931)
- La dona i els preferits (Shukujo to hige) (1931)
- La senyoreta (Ojosan) (1930)
- La sort ha tocat les meves cames (Ashi ni sawatta koun) (1930)
- L'esperit venjatiu d'Eros (Erogami no onryô) (1930)
- L'esposa de nit (Sono yo no tsuma) (1930)
- Vaig suspendre, però... (Rakudai wa shitakeredo) (1930)
- Marxar alegrement (Hogaraka ni ayume) (1930)
- Introducció al matrimoni (Kekkongaku nyûmon) (1930)
- Un noi honrat (Tokkan kozô) (1929)
- Vida d'oficinista (Kaishain seikatsu) (1929)
- Em vaig graduar, però... (Daigaku wa detakeredo) (1929)
- Units en la baralla (Wasei kenka tomodachi) (1929)
- Dies de joventut (Gakusei romansu: Wakaki hi) (1929)
- La muntanya del tresor (Takara no yama) (1929)
- Un cos magnífic (Nikutaibi) (1928)
- Els esposos de la mudança (Hikkoshi fufu) (1928)
- Carbassa (Kabocha) (1928)
- Dona perduda (Nyobo funshitsu) (1928)
- Somnis de joventut (Wakodo no yume) (1928)
- L'espasa del penediment (Zange no yaiba) (1927)

## Llegat i estil

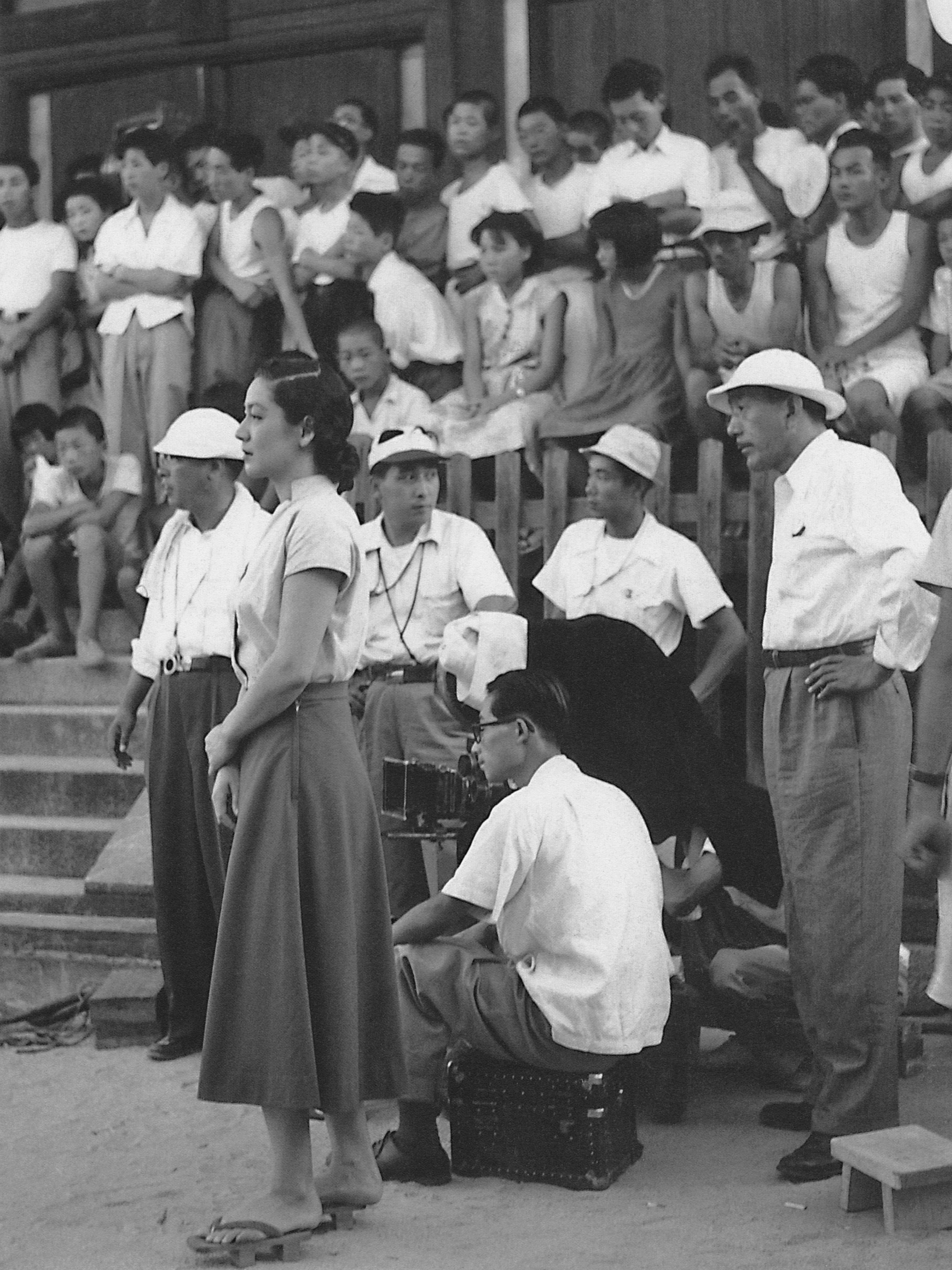
Setsuko Hara (esquerra) i Yasujirō Ozu (extrema dreta) a la ubicació de Tokyo Story (1953)

Ozu és probablement tan conegut per l'estil tècnic i la innovació de les seves pel·lícules com pel contingut narratiu. L'estil de les seves pel·lícules és més sorprenent en les seves pel·lícules posteriors, un estil que no havia desenvolupat del tot fins a les seves pel·lícules sonores de postguerra. No s'ajustava a les convencions de Hollywood. En lloc d'utilitzar els típics plans per sobre de l'espatlla en les seves escenes de diàleg de la majoria de directors, la càmera mira directament els actors, cosa que té l'efecte de situar l'espectador al mig de l'escena. Al llarg de la seva carrera, Ozu va utilitzar una lent de 50 mm, que normalment es considera la lent més propera a la visió humana.
Ozu no va utilitzar transicions típiques entre escenes. Entre escenes mostrava plans de certs objectes estàtics com a transicions, o utilitzava talls directes, en lloc d'esvair o dissoldre's. Molt sovint els objectes estàtics serien edificis, on tindria lloc la següent escena interior. Va ser durant aquestes transicions quan va utilitzar la música, que podria començar al final d'una escena, avançar per la transició estàtica i esvair a la nova escena. Poques vegades va utilitzar música no diegètica en cap escena que no sigui en les transicions. Ozu va moure la càmera cada cop menys a mesura que avançava la seva carrera i va deixar d'utilitzar plans de seguiment en les seves pel·lícules en color. No obstant això, David Bordwell argumenta que Ozu és un dels pocs directors que «crea una alternativa sistemàtica al cinema de continuïtat de Hollywood, però ho fa canviant només algunes premisses».
Ozu va inventar el tatami shot, en el qual la càmera es col·loca a poca alçada, suposadament a l'alçada dels ulls d'una persona agenollada sobre un tatami. De fet, la càmera d'Ozu és sovint fins i tot més baixa que això, només a un o dos peus del terra, la qual cosa va requerir l'ús de trípodes especials i conjunts elevats. Va utilitzar aquesta alçada baixa fins i tot quan no hi havia escenes assegudes, com quan els seus personatges caminaven pels passadissos. Quan Ozu va fer el seu pas al color, va optar per disparar sota el procés de color alemany Agfacolor, ja que va sentir que capturava els vermells molt millor que qualsevol altre procés de color.

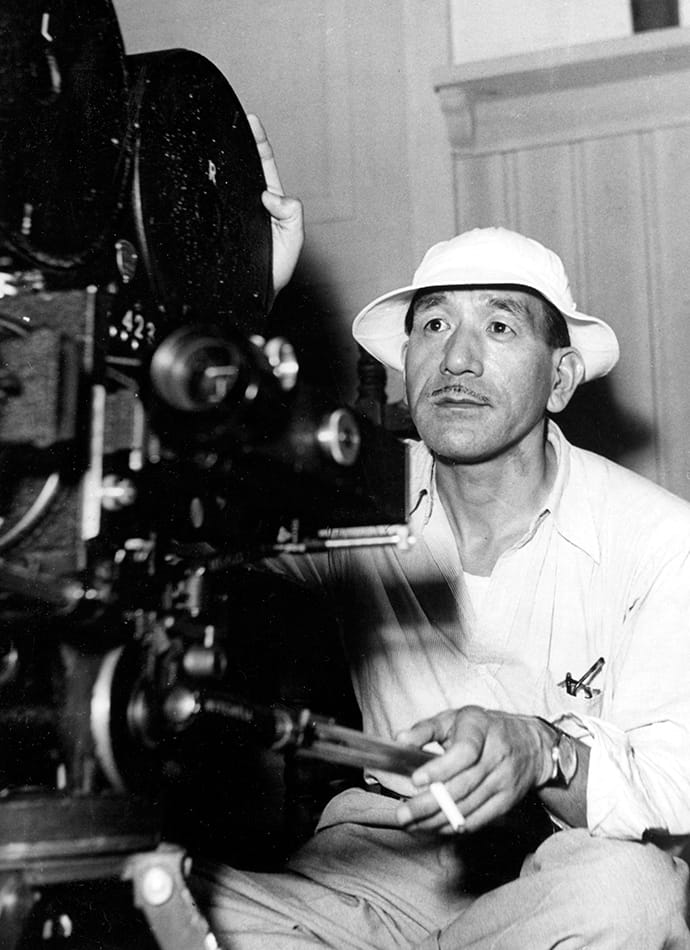
Ozu durant el rodatge d'una pel·lícula

Ozu va defugir les regles tradicionals de la narració de les pel·lícules, sobretot els ulls. A la seva ressenya de Ukigusa, el crític de cinema Roger Ebert explica:
| « | [Ozu] va tenir una vegada un jove assistent que li va suggerir que potser hauria de fer converses perquè el públic semblés que els personatges es miraven els uns als altres. Ozu va acceptar una prova. Van rodar una escena en els dos sentits i les van comparar. Ho veus? va dir l'Ozu. Cap diferència! | » |

Ozu també va ser un innovador en l'estructura narrativa japonesa gràcies al seu ús d’el·lipses, o la decisió de no representar els esdeveniments principals de la història. A Una tarda de tardor (1962), per exemple, un casament només s'esmenta en una escena, i la següent seqüència fa referència a aquest casament (que ja s'ha produït); el casament en si no es mostra mai. Això és típic de les pel·lícules d'Ozu, que defugen el melodrama eludint moments que sovint s'utilitzarien a Hollywood per intentar provocar una reacció emocional del públic.
Ozu va ser reconegut internacionalment quan les seves pel·lícules es van projectar a l'estranger. Monografies influents de Donald Richie, Paul Schrader, i David Bordwell han assegurat una àmplia apreciació de l'estil, l'estètica i els temes d'Ozu per part del públic anglòfon.